# Qi Jiguang
Qi Jiguang (12 de noviembre de 1528 - 5 de enero de 1588) fue un general y héroe nacional chino que vivió durante la dinastía Ming. Es recordado por su valor y liderazgo en la lucha contra los piratas japoneses a lo largo de la costa oriental de China, así como por su participación en la construcción de la Gran Muralla China. El general Qi Jiguang nació en una familia con una larga carrera militar en Ding Yuan, condado de Anhui, provincia de Shandong.

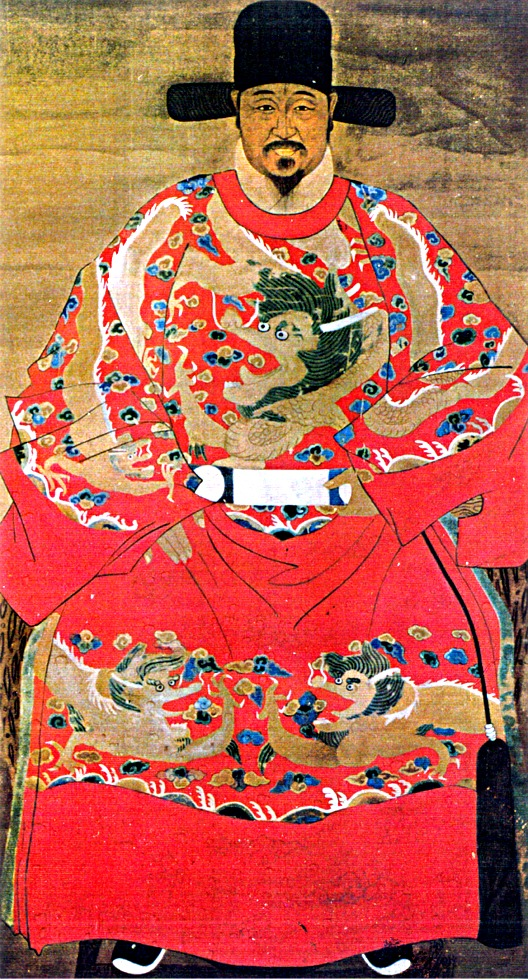
General Qi Jiguang, famoso Estratega de la Dinastía Ming.

## Biografía
En 1549 Qi superó los exámenes militares imperiales más altos a la edad de 28 años pasando a servir en el ejército por el resto de su vida. Estos exámenes imperiales tuvieron su nivel más alto durante la dinastía Ming, los cuales incluían pruebas con armas pesadas, tiro con arco, habilidades montando a caballo, combates, estudios de los clásicos militares etc. "En 1553, Qi fue nombrado como Asistente Regional del Comisionado Militar con la misión de: “Castigar a los bandidos y proteger a la población”. Esta misión estaba enfocada a destruir los grupos de piratas japoneses y locales que atacaban la costa este de China. Cuando tenía veinte y siete años Qi fue nombrado Comisionado en Zhe Jiang en donde los piratas locales y japoneses se estaban organizando".
"En un principio las tropas chinas estaban mal entrenadas y equipadas, durante el comienzo de la campaña las fuerzas chinas sufrieron muchas derrotas. Viendo esto el general Qi enlisto la ayuda de artistas marciales así como también promovió la práctica de las mismas en sus tropas. Qi analizo 16 artes marciales que consideró las más efectivas de su tiempo, extrayendo técnicas las cuales organizó en una forma de 32 movimientos con la cual entreno a su ejército". Esta forma de 32 movimientos puede ser el antecesor del Taijiquan una teoría que Douglas Wile y Stanley Henning sostienen entre otros investigadores; los descendientes de Qi aún practican esta rutina. "Algunas de las artes que Qi uso en su análisis fueron:.

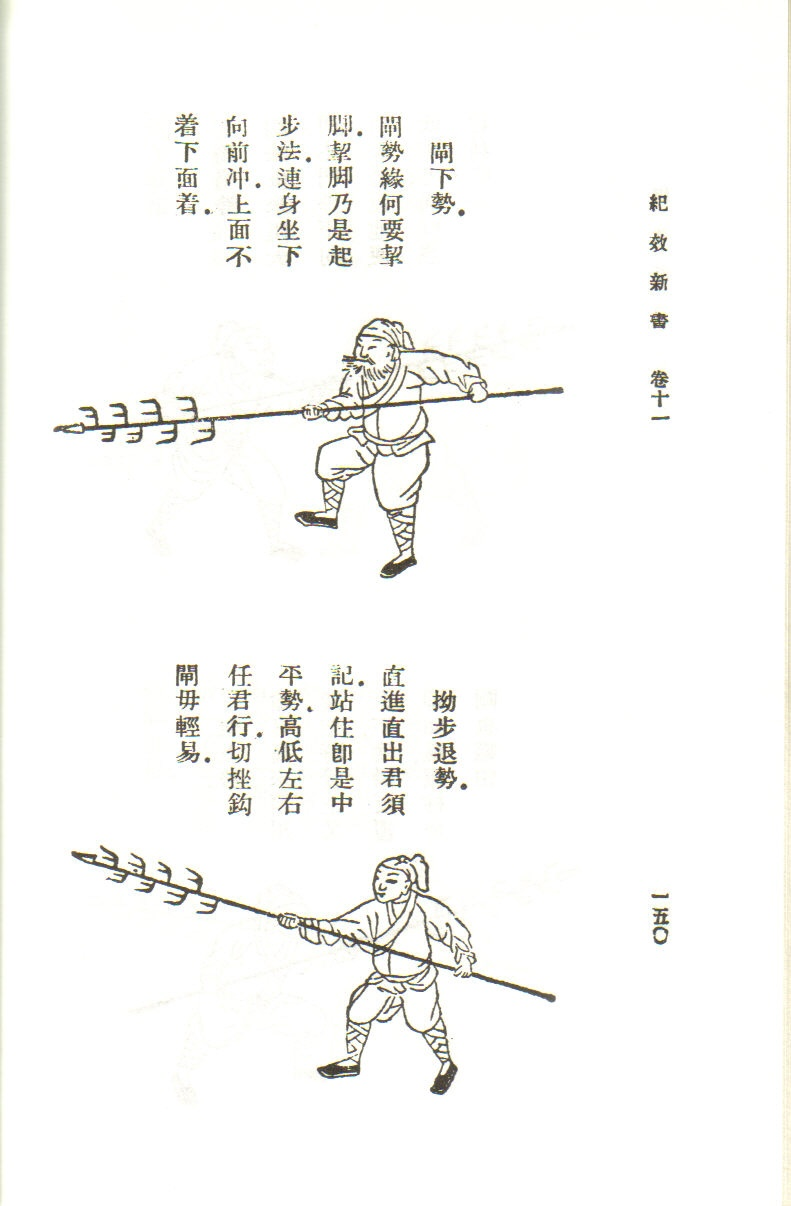
Técnicas del uso del Langxian del Libro escrito por el general Qi Jiguang.

Estilos Antiguos: Boxeo Song Taizu en 32 Posiciones, Boxeo de Seis Pasos, Boxeo del Mono (muy diferente de las versiones actuales, Qi criticó duramente aquellos estilos "floridos" o cuyo objetivo era el de la exhibición, por esta razón la versión del boxeo del mono que conocemos hoy día no puede ser la misma que Qi consideró como digno de ser usado en su tiempo), Boxeo de Señuelo
Estilos Modernos: Boxeo de la Familia Wen en 72 Líneas (Fanzi), 36 Controles, 24 Toques en el Caballo, 8 Maniobras Evasivas, 12 Métodos Cortos, 8 Técnicas de Lanzamiento de Lu Hong, Pateo de Li Bantian de Shandong, Boxeo Cercano de Algodón de Chang, Control de “Garra de Águila" Wang, Lanzamientos de “Mil Lanzamientos" Zhang, Golpeo de Boxeo Zhang Po, Boxeo Bazi.
Las técnicas usadas para el manejo de armas fueron entre otras: Bastón Shaolin y de Ching Tien, Lanza de Yang, Ma y Sha, Sable a dos manos.
Qi murió en la pobreza debido a intrigas en la corte, su nombre no fue rehabilitado hasta después de 40 años cuando se construyó un templo a su nombre. Qi publicó varios libros uno de los más famosos es el "Tratado de Disciplina Efectiva", Jixiao Xinshu, 继效新书, cuya versión más completa es la recopilada por el profesor Ma Mingda Ph.D.

## Autorización
- El artículo incorpora textos de otras páginas web para los que se ha recibido la correspondiente autorización.

- Datos: Q439768
- Multimedia: Qi Jiguang / Q439768